# Gessenhausen
Gessenhausen ist ein Gemeindeteil der Gemeinde Taching am See im oberbayerischen Landkreis Traunstein und liegt am nordöstlichen Ende des Tachinger Sees. Es leben dort rund 100 Personen. Gessenhausen ist nach Tengling und Taching der drittgrößte Gemeindeteil der Gemeinde. 
Ins Auge sticht die in der Mitte auf einem Hügel stehenden Kapelle. 1100 Meter südwestlich davon befindet sich der Turmhügel Gessenhausen. Gessenhausen ist sehr bäuerlich geprägt.